# Rana amurensis
Rana amurensis é uma espécie de anfíbio anuro pertencente ao género Rana.